# ヤブレガサ属
ヤブレガサ属（ヤブレガサぞく、学名：Syneilesis ）はキク科の属の1つ。

## 特徴
地下茎が横に長く這う、温帯林下に生育する多年草。根出葉は1枚、葉は円形で掌状に多裂する。春に、破れた傘をすぼめたユニークな形で芽出し、その傘を開くように成長する。頭花は円錐花序または散房状花序につける。総苞は円筒状、総苞片は5個。頭花はすべて両性の筒状花からなる。

## 分布
東アジアに分布し、5-6種知られている。日本では次の3種が知られている。ただし、タンバヤブレガサは1933年採取の標本のみが残り、現在、生育が確認されていない。2000年のレッドデータブックでは絶滅種とされた。

## 種
この節での「日本の種」「国外の種」の定義は、下記＜注釈＞のとおり。

### 日本の種
- タンバヤブレガサ Syneilesis aconitifolia (Bunge) Maxim. var. longilepis Kitam. - 京都府船井郡日吉町胡麻郷（現：南丹市）にあった稀な植物。頭花は散房状花序につき、花茎の葉腋にむかごがつかない。現在は生育が確認されていない。基本種は、朝鮮半島、中国に分布するホソバヤブレガサ Syneilesis aconitifolia で、その変種。
- ヤブレガサ Syneilesis palmata (Thunb.) Maxim. - 頭花は円錐花序につく。日本の本州・四国・九州、朝鮮に分布する。
- ヤブレガサモドキ Syneilesis tagawae (Kitam.) Kitam. - 頭花は散房状花序につき、花茎の葉腋にむかごがつく。四国の一部にごく稀に生育する。
  - ヒロハヤブレガサモドキ Syneilesis tagawae (Kitam.) Kitam. var. latifolia H.Koyama

### 国外の種
- ホソバヤブレガサ Syneilesis aconitifolia (Bunge) Maxim. - 朝鮮半島、中国（東北部、北部）に分布する。
- Syneilesis australis Ling - 中国安徽省、浙江省に分布する。
- タカサゴヤブレガサ Syneilesis intermedia (Hayata) Kitam. - 台湾に分布する。
- Syneilesis subglabrata (Yamam. & Sasaki) Kitam. - 台湾に分布する。